# Giuseppe Frascara
Il conte Giuseppe Frascara (Alessandria, 8 marzo 1858 – Sezzadio, 13 ottobre 1925) è stato un avvocato, imprenditore e politico italiano.
Laureato a Roma, si dedica inizialmente alla professione forense ad Alessandria, dove in seguito si interessa alle attività agricole e industriali cominciando dalle proprietà di famiglia. Consigliere comunale e provinciale nel capoluogo piemontese, dove è stato membro del consorzio agrario, ha diviso i suoi impegni con Roma. Nella capitale è stato vice-presidente della Croce Rossa Italiana e del Conservatorio Santa Cecilia, ha promosso la fondazione della società di gestione delle terme di Fiuggi (pratica "ereditata" dal fratello venuto a mancare), e ha fatto parte del consiglio di amministrazione de Il Giornale d'Italia. Deputato di Alessandria per cinque legislature, è stato nominato senatore a vita nel 1910.
Giuseppe Frascara è stato presidente generale della Croce Rossa (2 agosto 1918-4 agosto 1919) e l'unico piemontese a ricoprire tale carica.

## Biografia
Nacque l’8 marzo 1858 dall' imprenditore Angelo Frascara e da Giuditta Pernigotti. Il Frascara, dopo aver compiuto gli studi classici nella città natale, si laureò a Roma in Giurisprudenza. Alternò la residenza nella sua terra con quella a Roma, dove rimase sempre più a lungo per entrare nel Consiglio di amministrazione della Regia Accademia di Santa Cecilia. La sua carriera politica cominciò nel 1889, con la vittoria alle elezioni comunali e provinciali di Alessandria. Fu eletto per la prima volta alla Camera dei Deputati nel 1890. Fu segretario del Senato del Regno dal 1917 al 1923, e membro di alcune Commissioni parlamentari fra cui quella per la protezione ed assistenza degli orfani e invalidi di guerra.
La sua storia personale al servizio della C.R.I.
Nel 1910 fu nominato Senatore, ebbe come suo segretario e stimato collaboratore il Gen. Fiorenzo Bava Beccaris. Divenne Vicepresidente Generale della Croce Rossa Italiana nel 1913 e, dopo l’intervento bellico italiano fu nominato Presidente dell’importante Commissione per i prigionieri di guerra. Il 2 agosto 1918 il Frascara divenne Presidente Generale della Croce Rossa Italiana e, in tale veste, fece parte alla delegazione alle trattative di pace, dopo la fine della prima guerra mondiale.
Ccon regio decreto del 30 aprile 1917 e con lettere patenti del 10 marzo 1918 gli fu concesso il titolo di conte. 
Frascara morì il 13 ottobre 1925 a Sezzadio – comune facente parte dell’allora circoscrizione del Sotto Comitato Comunale della Croce Rossa di Cassìne (oggi Comitato). In tempo di guerra, visitò personalmente l’Ospedale Territoriale della Croce Rossa di Cassine, congratulandosi col Direttore e col personale tutto per il fattivo apporto dato alla Grande causa della Croce Rossa. Cassìne, è quindi stato il Comitato dove fin da giovine il Frascara poté aderire alla Croce Rossa. Frascara, fu l’unico Presidente Generale della Croce Rossa, piemontese.
È ricordato dalla Croce Rossa come uno dei massimi personaggi degni di lustro a cui gli fu dedicato un mezzobusto marmoreo presente presso la ex sede del Comitato Centrale della C.R.I. nell’ex sede di Via Toscana, 12 a Roma; gli  stato anche intitolato un padiglione "Frascara" nella sede di Via Ramazzini a Roma e la sala di rappresentanza del Comitato C.R.I. di Cassìne. 

### Frascara e la Croce Rossa
Nel 1913 fu nominato Vicepresidente Generale CRI e, nel 1915, Presidente della Commissione dei Prigionieri di guerra. Con decreto del 2 agosto 1918, l’avv. Frascara, fu nominato da S.M. il Re, Presidente Generale della Croce Rossa Italiana. La nomina del Senatore Frascara fu accolta con simpatia e con plauso in tutta Italia. La vittoria pose fine alla guerra.
Il Senatore Frascara inviò al Re un telegramma di felicitazioni e di devozione a nome della C.R.I. e il Re rispose: <Memore dell’opera della C.R.I. durante la lunga guerra ringrazio del pensiero che l’Associazione rivolge a me in questi giorni di gloriosa fortuna >. Il 28 novembre del 1918, il Presidente Generale poteva bene affermare che: « alla epica lotta la C.R.I. aveva partecipato con tutte le sue energie, con tutto il suo personale militare e civile e non pochi generosi aveva veduto cadavere sul campo dell’onore».
Con queste care felicitazioni e lusinghieri plausi, la Croce Rossa Italiana, alla quale poi fu conferita la seconda Medaglia di argento al Valore Militare con la seguente motivazione: «Nell’adempimento della sua mobilissima e pietosa missione dimostrò in tutta la guerra mirabile spirito di abnegazione, generoso ardore, sereno valore, costante devozione al dovere». Inoltre, era conferita all’Associazione ed al Corpo delle Infermiere Volontarie, la Medaglia d’oro al merito della Sanità Pubblica; con questo, andava in congedo la guerra del 1915-1918.
Il Presidente Frascara visitò personalmente l’intera organizzazione sanitaria della C.R.I. nell’ex zona di guerra specialmente per rendersi conto di quanto era stato fatto per l’assistenza alle popolazioni delle terre liberate alle quali erano state già distribuite ingenti quantità di materiale di ogni specie. Si profilava, intanto, l’organizzazione della I Conferenza Internazionale della Croce Rossa, dopo l’avvento della pace, che avrebbe dovuto definire la futura attività delle Associazioni e tracciare un nuovo programma di un principio direttivo sufficientemente largo, elastico e sufficientemente esatto.
Nel frattempo le Società Nazionali della Croce Rossa Alleate si riunivano a Cannes il 1° e 2 febbraio 1919 per discutere le opere di assistenza cui dovevano dedicarsi in tempo di pace; le società nazionali partecipanti furono: quella italiana, rappresentata, appunto, dal Presidente Generale Senatore Frascara, quella francese, americana, inglese, giapponese. In questa riunione, dopo aver elaborato il suo compito, Frascara formulò una richiesta ufficiale al Comitato Internazionale poiché fu attuata la revisione della Convenzione Internazionale di Ginevra allo scopo di far comprendere nei futuri compiti della Croce Rossa l’attività da esplicarsi in tempo di pace. Si stavano, insomma, delineando i compiti di pace della Croce Rossa; di quella italiana, che già si era messa da anni su tale strada, e di quelle di tutti gli altri Stati del mondo.
La guerra aveva affrettato questa giusta e logica evoluzione. Se la grande guerra era stata la grande prova della C.R.I., il dopoguerra e il successivo periodo di pace si presentavano per l’Associazione e per i suoi dirigenti non meno impegnativi.
Posso affermare che la C.R.I. fu all’altezza del grave assunto, del nuovo grandioso orientamento, dell’inizio dell’azione anche in tempo di pace per la popolazione, e non solo più di preparazione tecnico-logistica per un eventuale stato di guerra. Così la Lega delle Società di Croce Rossa il 5 maggio 1919 si costituì a Ginevra, cui primo Presidente fu nominato il signor Henry P. Davison, già Presidente della Croce Rossa Americana.
Nel frattempo si stava avvicinando il 4 agosto del 1919, giorno in cui Giuseppe Frascara, dopo aver tenuto per un anno la Presidenza Generale della C.R.I., per ragioni di famiglia e personali, e benché le insistenze del Governo, rassegnava le dimissioni dalla carica, e con Regio Decreto del 3 agosto 1919 fu designato alla carica medesima il già Vice Presidente On. Avv. Giovanni Ciraolo.
Poco dopo, il Presidente Generale Ciraolo, comunicò a Frascara che, su sua proposta il Consiglio Direttivo, aveva conferito la massima attenzione di onore: la Gran Croce al Merito e che, il Presidente del Consiglio dei Ministri, Francesco Saverio Nitti, lo aveva proposto, per la nomina a Cavaliere di Gran Croce decorato del Gran Cordone dell’Ordine della Corona d’Italia, conferitagli poi direttamente dalle mani di Sua Maestà Re Vittorio Emanuele III.